# Nephrotoma omeiana
Nephrotoma omeiana är en tvåvingeart som beskrevs av Alexander 1935. Nephrotoma omeiana ingår i släktet Nephrotoma och familjen storharkrankar. Inga underarter finns listade i Catalogue of Life.